# Canyellera

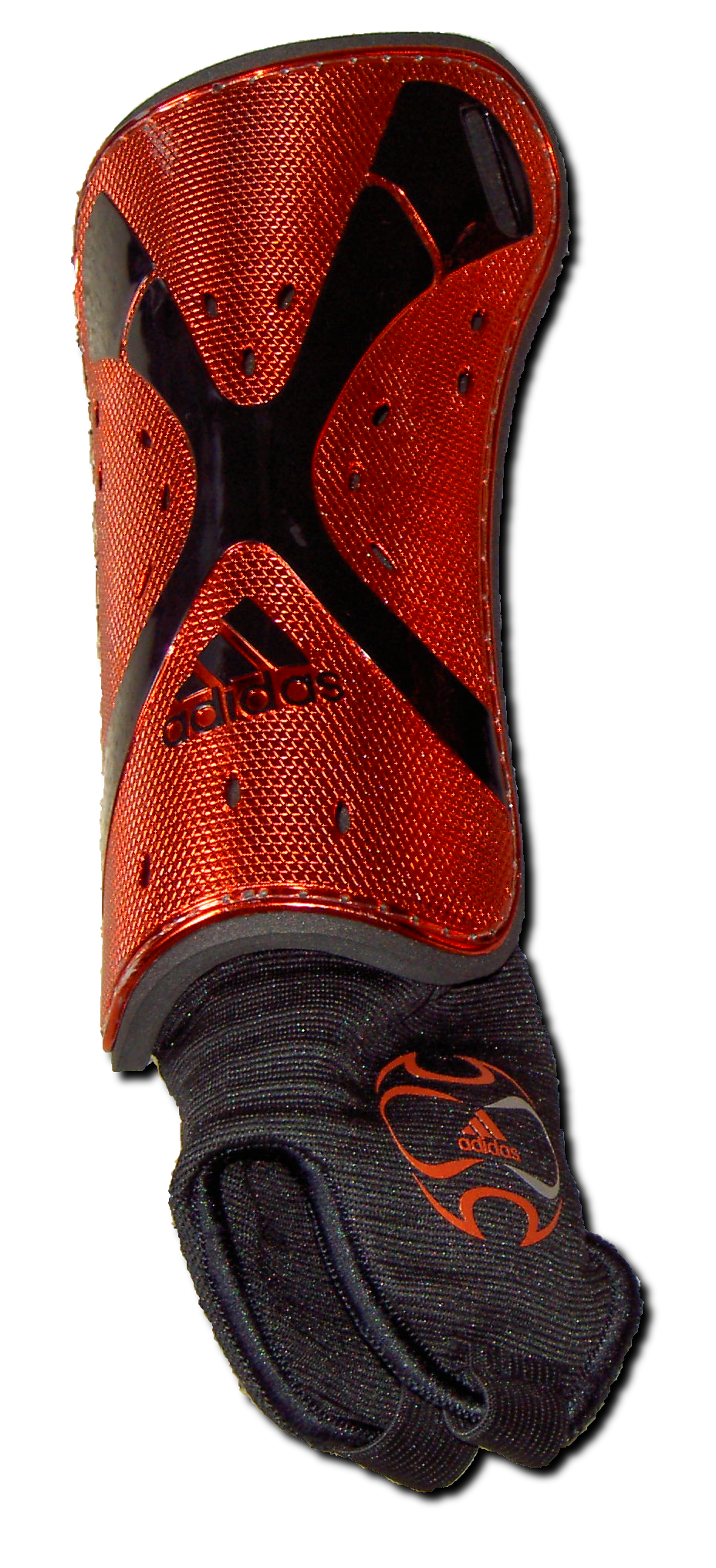
Canyellera de futbol

La canyellera  és un element de l'equipament esportiu usat en l'hoquei sobre gel, hoquei sobre patins, futbol, rugbi, futbol sala, beisbol, esports de combat i altres esports on és considerada necessària. Sol usar-se per protegir les canyelles dels jugadors de la pilota o de l'estic d'hoquei, del puck o de l'estic d'hoquei sobre gel, i de les entrades per part d'altres jugadors en el futbol. Es fixen a la cama mitjançant cintes elàstiques de velcro. Les canyelleres s'han fet obligatòries per a la majoria d'escoles, clubs i equips professionals per prevenir lesions.
La tibia té una gran part exposada al llarg de la seva superfície anterior intermèdia, està directament sota la pell i no té músculs anteriors. Els cops a la canyella són els més prons a causar una lesió, fins i tot algun tipus de fractura. Aquestes ferides són molt doloroses, perquè el periosti, la membrana fina sobre la superfície de tots els ossos, és un teixit abundant en receptors del dolor.
S'atribueix la seva invenció a Sam Weller Widdowson qui el 1874 va adaptar unes proteccions de criquet, fetes amb un encoixinat protector, i les va lligar amb una corretja per fora de les seves mitges. Al principi va ser una idea que molts van considerar ridícula però aviat es va popularitzar entre els jugadors de l'època.